# Anyphaena aperta
Anyphaena aperta là một loài nhện trong họ Anyphaenidae.
Loài này thuộc chi Anyphaena. Anyphaena aperta được Richard C. Banks miêu tả năm 1921.